# Dan Jørgensen
Dan Jørgensen (n. 12 iunie 1975, Odense, Danemarca)  este un om politic danez, membru al Parlamentului European în perioada 2004-2009 din partea Danemarcii.